# Всеобщие местные выборы в Молдове (2003)
25 мая и 8 июня 2003 года в Республике Молдова состоялись всеобщие местные выборы. По всей территории Молдовы процент явки избирателей составил 58,68 %, а в Кишинёве 45,43 %, что достаточно для признания выборов состоявшимися. На выборах были избраны районные и муниципальные, городские и сельские советы, а также 1295 примаров.

## Результаты голосования
| Партия                                                      | Муниципальные и районные советы | Городские и сельские советы | Примары                |
| ----------------------------------------------------------- | ------------------------------- | --------------------------- | ---------------------- |
| Демократическая партия Молдовы                              | 7,68 % — 92 мандата             | 8,64 % — 936 мандатов       | 8,13 % — 73 мандата    |
| Партия коммунистов Республики Молдова                       | 48,10 % — 615 мандатов          | 44,90 % — 5 416 мандатов    | 40,98 % — 368 мандата  |
| Избирательный блок «Социал-либеральный альянс Наша Молдова» | 19,98 % — 227 мандатов          | 20,47 % — 2 402 мандатов    | 21,27 % — 191 мандатов |
| Аграрно-демократическая партия Молдовы                      | 2,60 % — 31 мандат              | 2,65 % — 268 мандатов       | 2,00 % — 18 мандатов   |
| Социалистическая партия Молдовы                             | 0,20 — 0 мандатов               | 0,19 % — 21 мандат          | 0,33 % — 3 мандата     |
| Христианско-демократическая народная партия                 | 8,87 % — 82 мандатов            | 6,35 % — 570 мандатов       | 2,23 % — 20 мандатов   |
| Движение профессионалов «Speranţa-Надежда»                  | 0,18 % — 2 мандата              | 0,22 % — 19 мандатов        | 0,33 % — 3 мандата     |
| Избирательный блок «СДП—СЛП»                                | 4,43 % — 38 мандатов            | 4,72 % — 500 мандатов       | 4,90 % — 44 мандата    |
| Движение «Новая сила»                                       | —                               | 0,02 % — 2 мандата          | -                      |
| Партия социалистов Республики Молдова                       | —                               | 0,17 % — 22 мандата         | 0,22 % — 2 мандата     |
| Общественно-политическое движение «Равноправие»             | 0,85 % — 3 мандата              | 0,43 % — 35 мандатов        | 0,22 % — 2 мандата     |
| Республиканская партия Молдовы                              | 0,08 % — 0 мандатов             | 0,06 % — 4 мандата          | -                      |
| Центристский союз Молдовы                                   | 1,59 % — 13 мандатов            | 1,84 % — 167 мандатов       | 1,89 % — 17 мандатов   |
| Независимые кандидаты                                       | 5,43 % — 23 мандата             | 9,36 % — 479 мандатов       | 17,48 % — 157 мандатов |
| Итого                                                       |                                 |                             |                        |

## Выборы в Муниципальный совет Кишинёва
| Партия коммунистов Республики Молдова                       | 105 700 | 43,91 % | 25 |
| Избирательный блок «Социал-либеральный альянс Наша Молдова» | 60 152  | 24,99 % | 14 |
| Христианско-демократическая народная партия                 | 35 567  | 14,78 % | 8  |
| Общественно-политическое движение «Равноправие»             | 7 458   | 3,10 %  | 1  |
| Избирательный блок «СДП—СЛП»                                | 7 187   | 2,99 %  | 1  |
| Демократическая партия Молдовы                              | 6 942   | 2,88 %  | 1  |
| Михай Северован                                             | 5 172   | 2,15 %  | 1  |
| Центристский союз Молдовы                                   | 1 565   | 0,65 %  | 0  |
| Социалистическая партия Молдовы                             | 1 152   | 0,48 %  | 0  |
| Республиканская партия Молдовы                              | 960     | 0,40 %  | 0  |
| Независимые кандидаты                                       | 8 840   | 3,67 %  | 0  |
| Всего (явка 45,43 %)                                        | 240 695 | 100 %   | 51 |
| Результаты выборов                                          |         |         |    |